# Ricardo Gardner
Ricardo Wayne "Bibi" Gardner (Saint Andrew Parish, 1978. szeptember 25.) válogatott jamaicai labdarúgó.

## Pályafutása
Gardner profi pályafutását a Harbour View FC-ben kezdte, ahol máris a kezdőcsapatban debütált csupán 14 évesen.
1998-ban részt vett a jamaicai válogatottal a világbajnokságon.
A vb után az angol Bolton Wanderers igazolta le 1 millió fontért. Gardner nemsokára megalapozta a helyét a kezdőcsapatban, első szezonjában 22-szer lépett pályára és három gólt szerzett. Második szezonjában 26 mérkőzésből 23-on volt kezdő.

## Külső hivatkozások
- Ricardo Gardner pályafutásának statisztikái a Soccerbase oldalon (angolul)

- Profil[halott link] Boltonwanderers.us